# هانا سميث
هانا سميث (بالإنجليزية: Hannah Smith) هي لاعبة بولينغ بريطانية، ولدت في 14 يوليو 1986 في كارماذن ‏ في المملكة المتحدة.